# René Bethléem
Ne doit pas être confondu avec Louis Bethléem.
L'abbé René Bethléem est un prêtre du diocèse de Lille, auteur d'ouvrages religieux. Il publie notamment Le Catéchisme de l'éducation en 1919 et son complément, L'Éducation en exemples, à partir de 1929.
Il ne faut pas le confondre avec son frère l'abbé Louis Bethléem, intransigeant champion de la censure et de la purification des lettres.

## Indications biographiques
René Bethléem est ordonné prêtre en 1895, un an après son frère Louis.
Parmi ses ouvrages, Le Catéchisme de l'éducation paru en 1919, fait l'objet de onze éditions successives jusqu'en 1946 et atteint 30 000 exemplaires.
Son complément, L'Éducation en exemples, Aubanel, Avignon, 1929, fait l'objet de compléments jusqu'en 1935.

## Œuvres
- L'œuvre du trousseau, Reims, Action populaire, 1911.
- Catéchisme de l'éducation, Paris, Maison de la Bonne presse, 1919 ; réédité en 1919, en 1920 (511 p.), en 1926, en 1946 (30e mille).
- L'Éducation en exemples, Avignon, impr. Aubanel frères, tome I, 1929, 100 p. ; tome II, 1931, 303 p. ; tome III, 1932, 303 p.
- L'éducation des peuples, Aubanel, 1931.
- Manuel de la prière publique des enfants : quelques expériences, Lille, 1935.